# Grekamarant
Grekamarant (Amaranthus graecizans) är en ettårig växtart i släktet amaranter och familjen amarantväxter. Den beskrevs av Carl von Linné.

## Beskrivning
Grekamaranten är en kal, ettårig ört. Stjälken är uppstigande eller nedliggande, med spetsigt äggrunda eller rombiska blad. Blomningen sker i augusti–september; blommorna sitter i knippen i bladvecken. Den kan förväxlas med vit amarant.

## Utbredning
Grekamaranten förekommer i vilt tillstånd i tropiska Afrika, kring Medelhavet och i Asien från Turkiet till Kina. Den är en introducerad art på flera andra platser, bland annat i Centraleuropa. I Sverige har den påträffats tillfälligt på ruderatmarker; första fyndet i landet är från Göteborgsområdet 1902.

## Namn
Artepitetet graecizans är latin för 'grekisk', av Graecia.